# شیخ عبدالعزیز روستایی
عبدالعزیز روستایی (۱۳۰۱–۱۳۷۸ ه‍.ش) شاعر معاصر بود.
شیخ عبدالعزیز فرزند علینقی فرزند محمد احمد بلغانی در ۱۲ شهریور ماه ۱۳۰۱ شمسی در بلغان به دنیا آمد. پدر بزرگ وی شیخ محمداحمد خنجی از نوادگان شیخ عبدالسلام خنجی عالم شهیر خنجی است. نسب شیخ عبدالسلام با سه واسطه به عباس بن عبدالمطلب عموی پیامبر می‌رسد.
او تحصیلات علمی را نزد پدرش و مکتبدار بلغان آغار نمود و قواعد صرف و نحو عربی و نیز دستور زبان هندی را فرا گرفت. در خوش نویسی تبحری تمام یافت و آثار باقی‌مانده او مؤید این معناست.
پس از تکمیل مراتب علمی به مقام مکتبداری رسید و تربیت اطفال بلغانی را عهده‌دار شد. قرآن، مبدأ و معاد، گلستان و بوستان سعدی، دیوان حافظ، فلکناز و حیدر بگ از جمله مواد درسی مکتبخانه بود. با تشکیل مدرسه ابتدایی و برچیده شدن مکتبخانه وی به شغل نجاری روی آورد.
شیخ عبدالعزیز در ده سال آخر عمر به علت سکته مغزی خانه‌نشین گردید و سرانجام در ۲۱ مهرماه ۱۳۷۸ درگذشت. اشعار باقی‌مانده شیخ عبدالعزیز عبارتند از:
1. منظومه موش و گربه مشتمل بر ۳۶۳ بیت
2. قصیده قیر و کارزین مشتمل بر ۷۲ بیت
3. قصیده دنیای ناپایدار مشتمل بر ۷۰ بیت
4. غزل می صهبا مشتمل بر ۴ بیت

## نمونه اشعار

### غزل می‌صهبا
بیا ساقی قدح در ده شرابی از می‌صهبا / چنان مست و خرابم کن که نشناسم زسر تا پا
مرا در مکتب عشق از بلای غم خلاصی ده / که نقشی برکشم در لوح دل از عهد و پیمانها
مشو از مردم این دوره غمگین، زار و افسرده / مکن ای روستایی از غم دنیا شکایت‌ها
نشین در کنج خلوت از برای خود تفکر کن / که تقدیر ازل شد گردش دنیا و مافیها

### موش و گربه
شیخ عبدالعزیز روستایی این مثنوی را در ۳۶۳ بیت سروده است. وی در آغاز مثنوی می‌نویسد:
خوانندگان محترم از آغاز حکایت موش و گربه خیلی جالب و حیرت‌انگیز است، ولی در پایان از بی وفایی دنیای ناپایدار و زمانه بی‌اعتبار و نفس اماره سرکش که عدور روحست برمثال موش گفتار گریده که همیشه جنس انبار دل که از خیر و تقوی و عبادت است تاراج می‌نماید و حکایت موش و گربه نام گذاشته‌ایم.
برای آشنایی خوانندگان گرامی با سبک سرایش ایشان تعدادی از ابیات آغاز و پایان منظومه موش و گربه را ثبت می‌کنیم.
شکرلله خالق یزدان / رازق جمله عالم و انسان
حال این دوره شکر می‌باید / نعمتش گشته و افر و افزان
```
می‌کنم تازه قصه‌ای آغاز / گرچه ناشکری ست گفتن آن
```

گفتن بنده از خدا عفو است / چون بود یادبودی از دوران
قصه موش می‌کنم آغاز / چون خدا داده است حکم بر آن
آن محمد علی احراری / آن که هست او زخواجه بلغان
جوجه انبار کرده هشتصد من / حال یک دانه یی نمانده از آن
جمع کرده است اسکناس کویت / لیک اینجاست از ضرر زدگان
نه محمدعلی ضرر کرده / همه از دست موش سرگردان
.............
اول قصه شکر حق گفتم / ثانیاً فتنه‌هایی این دوران
از اذیات موش و جنگ و جدال / عبرتی بهر مردمان زمان
چند بیتی دگر نصیحت و پند / گشت انجام آن به شرح و بیان
ای خدایا کریم بی چونی / تو بصیری و سمیعی و سبحان
اول و انتهای این قصه / هر چه گفتار گشته است و بیان
غیر حق هر چه گشته‌ام ناطق / عفو فرما زبنده نادان
ماه شعبان چون گشته این گفتار / در امیدم من از مه رمضان
سنه الف و سیصد و هفتاد / نه دگر به انتهایش خوان
هر که خواند دعا طمع دارم / چون که هستم زفعل خود حیران
زعصیان چو کوه برد و سست / یا اللهی به بنده رحمی کن
بنده عبدالعزیز محزونم / خاکروب قدوم درویشان
یا اللهی به مؤمنین رحمی / مؤمنات و بردار و یاران
باز خواننده و نویسنده / مستمع گر دلش شود جوشان
بازخوانید از دورد و سلام / بر محمد و اهل و اصحابان
انتهایش تحیت و صلوات / ختم شد برگزیده یزدان
من اقل کمترین عبادالله / ساکنم هم زصادره بلغان
یا اللهی به مؤمنین رحمی / مؤمنات و برادر و یاران
شیخ عبدالعزیز در پایان حکایت طولانی موش و گربه خود می‌نویسد:
... مختصراً به نظم آورده‌ایم تا برای رواج بازار فهم عامیان مبتدی از آغاز آن دلپذیر و از موعظه آن مستمع و از شرح آن منتفع گردند و لذا آقایانی که صدر نشینان مرتبه بلاغت و دقیق اندیشان دفتر معنی می‌باشند برای مطالعه تصادفاً مرئی گردد، امید است که به نظر پسند و به خاطر دریا متقاطر دانشمندان مزبور سهوی یا نقصانی مشاهده شود به دیده مهر مظاهر عفو منصرف گشته و مستدعی است که حقیر گوینده را به دعای خیر یادآور فرمایند.